# The Sin of Martha Queed
The Sin of Martha Queed is een Amerikaanse dramafilm uit 1921 onder regie van Allan Dwan.

## Verhaal
Martha Queed brengt een bezoek aan haar geliefde Arnold Barry, die op vakantie is in de bergen. Het stel wordt opgemerkt door David Boyd, een dronken lastpost en een familielid van de Queeds. Hij verklikt Martha bij haar preutse vader. Om haar reputatie te redden dwingt hij haar om te trouwen met David. Als hij de volgende morgen dood wordt aangetroffen, wijst de bewijslast in de richting van Arnold.

## Rolverdeling
| Acteur             | Personage     |
| ------------------ | ------------- |
| Mary Thurman       | Martha Queed  |
| Joseph J. Dowling  | Marvin Queed  |
| Eugenie Besserer   | Alice Queed   |
| Frankie Lee        | Georgie Queed |
| Niles Welch        | Arnold Barry  |
| George Hackathorne | Atlas         |
| Frank Campeau      | David Boyd    |
| Gertrude Claire    | Grootmoeder   |